# Serrat del Jutge
El Serrat del Jutge és un serrat situat en el límit de les comunes rosselloneses de Baixàs i de Vilanova de la Ribera, a la Catalunya Nord.
El serrat, pràcticament del tot conreat, és el punt més alt de la comuna de Vilanova de la Ribera, i conté un dels molins de vent de producció d'electricitat de la propera Central de Baixàs, que queda just al nord. El serrat queda emmarcat al nord pel Còrrec de l'Om i al sud pel Còrrec de la Mosca.